# Gazzetta Ticinese
Die Gazzetta Ticinese war eine im Schweizer Lugano zwischen 1821 und 1996 erscheinende Zeitung in italienischer Sprache.

## Geschichte
Die Zeitung wurde im Januar 1821 als Nachfolgerin der Gazzetta di Lugano gegründet, die zuvor ihr Erscheinen eingestellt hatte. Zunächst erschien sie bis Dezember 1842 als Wochenzeitung, anschliessend wurde die Frequenz erhöht und ab Januar 1866 erschien sie als Tageszeitung. Das Blatt erschien nicht nur in der Schweiz, sondern wurde auch im Königreich Lombardo-Venetien und später in Italien vertrieben und kam über die Tessiner Auswanderungsrouten bis in die Vereinigten Staaten. Ende der 1980er Jahre geriet es in finanzielle Schwierigkeiten und erschien ab Mai 1990 nur noch zweimal wöchentlich und wurde im April 1992 in eine Wochenzeitung zurückgewandelt. Im Oktober 1996 stellte die Zeitung ihr Erscheinen ein.
Die Zeitung hatte seit ihrer Gründung eine liberale Ausrichtung; seit ungefähr 1930 war sie das Sprachrohr des rechten Flügels der Freisinnig-Demokratischen Partei des Kantons Tessin (Partito liberale radicale, PLR).
Bis 1928 wurde die Zeitung von einem Verein als Inhaber herausgegeben; nach einer Änderung der Rechtsform stand eine Aktiengesellschaft hinter der Herausgeberschaft.